# Святка (река)
Свя́тка — река в России, протекает в Кировском районе Ленинградской области, левый приток Невы. Святка впадает в Неву на 47 километре от устья, в районе города Отрадное.
Длина — 9 км, площадь водосборного бассейна — 42,4 км².

## История
Это — река «Святая», или «Святки», как её называли в XV веке. Карелы и финны именовали её «Пихайоки» (славянское её имя — точная калька с финно-прибалтийского).

В месте, где Святка впадает в Неву, в 1785—1794 годах по проекту архитектора И. Е. Старова был построен великолепный императорский дворцово-парковый комплекс, который состоял из многочисленных построек, соединённых галереями, аркадами и колоннадами (при Павле I замок был разобран; материал пошёл на строительство Михайловского (Инженерного) замка в Санкт-Петербурге; сохранились здания почтового двора и конюшни — ныне управление завода «Пелла»). В годы Великой Отечественной войны на левом берегу Невы стояли немецкие войска, постройки были почти полностью разрушены.

## Данные водного реестра
По данным государственного водного реестра России относится к Балтийскому бассейновому округу, водохозяйственный участок реки — Нева, речной подбассейн реки — Нева и реки бассейна Ладожского озера (без подбассейна Свирь и Волхов, российская часть бассейнов). Относится к речному бассейну реки Нева (включая бассейны рек Онежского и Ладожского озера).
По данным геоинформационной системы водохозяйственного районирования территории РФ, подготовленной Федеральным агентством водных ресурсов:
- Код водного объекта в государственном водном реестре — 1040300312202000008736
- Код по гидрологической изученности 102000873
- Код бассейна — 01.04.03.003
- Номер тома по ГИ 2
- Выпуск по ГИ 0